# 90.
90. je deseto desetletje v 1. stoletju med letoma 90 in 99. 